# Godstow

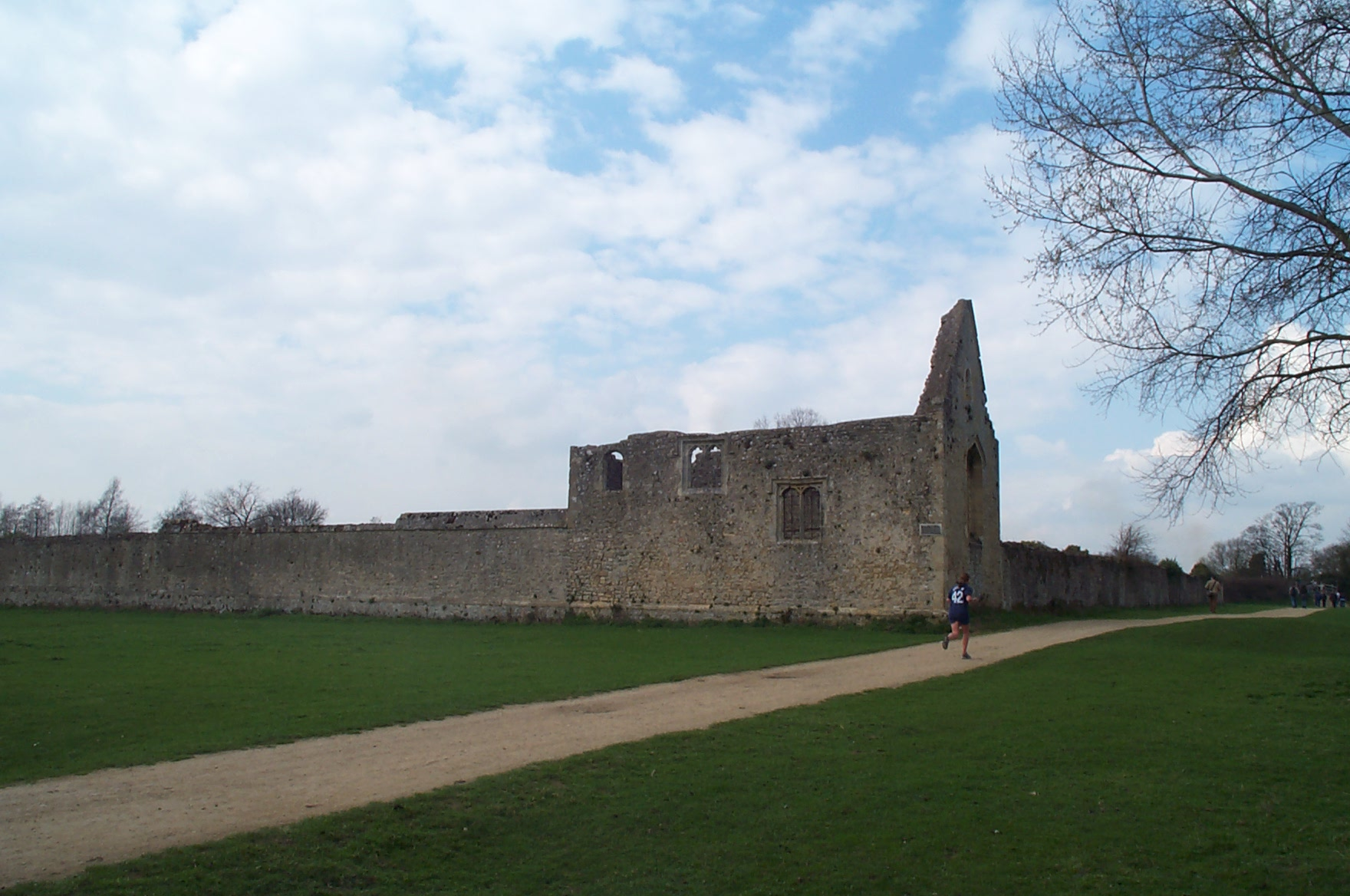
Las ruinas de la abadía de Godstow.

Godstow (Oxfordshire, Inglaterra) es una localidad al occidente del río Támesis, frente a Lower Wolvercote y al norte de Port Meadow, en Oxford.  La localidad es conocida principalmente por las ruinas de la Abadía de Godstow.
La abadía fue construida en lo que antes era una isla entre los arroyos afluentes del Támesis.  El sitio fue otorgado a la viuda de Sir William Launceline en 1133, y el edificio fue construido en honor de Santa María y San Juan Bautista, para monjas de la orden Benedictina.
La iglesia fue consagrada en 1139.
La abadía se expandió en varias ocasiones entre 1176 y 1188. Es el lugar de reposo de Rosamund Clifford, amante de Enrique II.
La abadía fue disuelta en 1539. Fue ocupada por George Owen y su familia hasta 1645, cuando fue dañada durante la guerra civil inglesa.
Tras los daños causados por la guerra, el edificio fue desocupado y su deterioro se apresuró al ser utilizado como fuente de materia prima para las construcciones cercanas.
- Datos: Q550373